# Helgavskiljning
Helgavskiljning är ett förslag till en ny påföljd för lagöverträdare som presenterades av statsminister Fredrik Reinfeldt 29 januari 2013.
Helgavskiljning innebär till exempel att stökiga ungdomar mellan 15 och 17 år ska kunna sättas i husarrest, utrustade med fotboja.
Så här beskrev Beatrice Ask (m), Johan Linander (c), Johan Pehrson (fp) och Inger Davidson (kd) från Alliansregeringens arbetsgrupp i rättsfrågor begreppet helgavskiljning när de presenterade det på Dagens Nyheters debattsida 28 april 2010:

...helgavskiljning som en ny påföljd för lagöverträdare över 15 år. Helgavskiljning skulle innebära att domstolen kan döma en ung människa till att under en kortare period avskiljas från sin hemmiljö för att delta i till exempel påverkans- och attitydprogram, praktik eller organiserad fritidsverksamhet. Syftet är dels att den unge ska få en kännbar konsekvens men framförallt att personen ska få hjälp att lämna ett destruktivt kriminellt liv bakom sig.

En motion i ärendet inlämnades till Riksdagen av Helena Bouveng (m) 5 oktober 2012 i relation till Betänkande 2012/13:JuU13 Unga lagöverträdare.

## Ungdomsövervakning
Från år 2021, i Lag om verkställighet av ungdomsövervakning (SFS 2020:616), gavs domstolar möjlighet att förbjuda ungdomar att vistas utanför bostaden kvällar och nätter före lördag–måndag, kontrollerat med elektroniska hjälpmedel.